# Colorado State Highway 12
Die Colorado State Highway 12 (kurz CO 12) ist ein in Nord-Süd-Richtung verlaufender State Highway im US-Bundesstaat Colorado.
Der State Highway beginnt am U.S. Highway 160 in La Veta und endet in Trinidad an der Interstate 25. Südlich von La Veta führt die Straße zunächst durch den San Isabel National Forest und anschließend durch Cuchara in der Nähe des Spanish Peaks Wilderness Areas. Nach der Überquerung des Cucharas Passes verläuft der Highway durch den Monument Park und danach in östlicher Richtung nach Trinidad.